# 2019년 북한 선원 강제 북송 사건
2019년 북한 선원 강제 북송 사건은 2019년 11월 2일 조선민주주의인민공화국에서 NLL을 넘어 월남한 뒤 대한민국 해군에게 붙잡힌 북한이탈주민 어민 선원 2명이 귀순 의사를 표명하였으나 자의에 반해 2019년 11월 7일 판문점을 통해 납치(강제 북송, 송치)된 사건이다. 2008년 2월 서해상에서 탈북한 22명의 주민이 강제 북송된 사건도 있다. 상황에 따라 탈북 선원 강제 북송 사건, 탈북어민 강제북송 사건, 북한 선원 강제송환 사건 또는 북한 선원 강제 추방이라고 일컫는다.

## 전개
해당 선원들은 북한의 주장 및 한국의 조사에  의하면 김책항에서 북한에 붙잡힌 선원 1명과 함께 다른 선원 16명을 살해한 혐의를 받았으며, 1명이  김책항에서 붙잡힌 후 나머지  2명이 배를 타고 월남을 시도한 것으로 조사되었고, 배에서는 핏자국이 발견됐다. 대한민국 정부는 그 선원에게 북송결정에 이의를 제기할 기회를 부여하지 않은채로 강제북송하였다.
일부 사람들과 단체 등이 문재인 정부의 선원 북송 결정이 반인권적이라고 비판하였다. 북한이탈주민 보호법에 따르면 범죄를 저지르고 도피한 자는 보호조치를 하지 않을 수 있으나, 아예 북송을 할 수 있다고 규정된 것은 아니며, 보호조치대상자는 아니더라도 일부 필요한 보호를 할 수 있으며, 대한민국 정부는 북한 주민도 대한민국 국민으로 보았다. 게다가 살인범이라는 북한의 주장이 정황 상 살인 가능성이 있지만, 제대로 조사나 재판이 이루어지지 않은 일방적 주장이라 진위여부를 알 수 없다. 헌법상으로는 북한민도 한국에서 제대로 된 절차를 밟아 재판을 받은 권리가 있다. 하지만, 실제로는, 
북한에서 저지른 범죄를 한국에서 재판한 전례가 없다.
또한 2명이 살인에 가담한 정도가 얼마인지등이 명확하지 않은 상태에서 사형을 받을 것이 확실한 북한으로 송환한데 대한 비판도 제기되었으며, 탈북민 출신 영화 제작자인 정성산은 지난 11월 7일 북한 나진에 다녀온 북한 사람과 조선족으로부터 들은 얘기"를 토대로 강제북송된 2명은 주범이 아니라고 주장하였다.

## 위법성 수사
2022년 윤석열 정부 출범 이후 문재인 정부 시절 강제 북송 사건 관련자들에 대한 고발이 접수되었고 위법성에 대해 검찰의 수사가 시작되었다.

## 같이 보기
- 베르너 바인홀트(Werner Weinhold)